# Mel Gibson

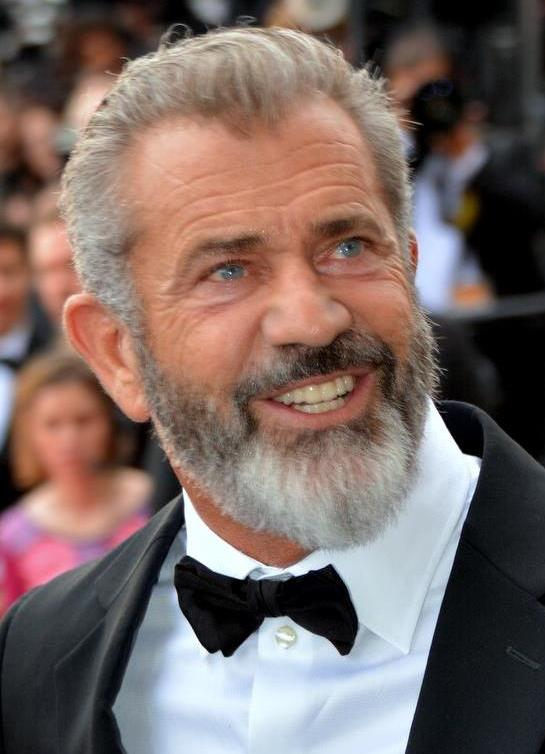
Mel Gibson (2016)

Mel Columcille Gerard Gibson, AO (* 3. Januar 1956 in Peekskill, New York) ist ein US-amerikanischer Schauspieler, Filmregisseur und Produzent. Er wurde durch Rollen in weltweit erfolgreichen Action- und Kriegsfilmen bekannt, für die er vor allem in den 1990er Jahren Rekordgagen erhielt. Für seinen Film Braveheart erhielt er im Jahr 1996 jeweils einen Oscar in den Kategorien Beste Regie und Bester Film und einen Golden Globe, ebenfalls für die beste Regie. Als Filmemacher und durch öffentliche Äußerungen löste er mehrfach heftige Kontroversen aus.

## Leben
Gibson wurde als sechstes von zehn Kindern einer irischstämmigen katholischen Familie in Peekskill im US-Bundesstaat New York geboren. Ein elftes Kind wurde adoptiert. Der ebenfalls in den Vereinigten Staaten geborene Vater Hutton Gibson (1918–2020) zog nach einem Gewinn von 25.000 US-Dollar im TV-Quiz Jeopardy! 1968 mit der ganzen Familie nach Australien, woher seine Mutter stammte. Gibsons Großmutter väterlicherseits war die Opernsängerin Eva Mylott.
Gibson war von 1980 bis 2009 mit der ehemaligen Zahnarzthelferin Robyn Gibson, geborene Moore, verheiratet, mit der er sieben Kinder hat, eine Tochter und sechs Söhne. Im April 2009 reichte Robyn Gibson wegen „unüberbrückbarer Differenzen“ die Scheidung ein. Dabei wurde bekannt, dass das Ehepaar bereits seit August 2006 getrennt lebte. Als Grund für die Differenzen wurde Gibsons Beziehung zu der russischen Popsängerin Oxana Petrowna Grigorjewa genannt. Mit ihr bekam er im Oktober 2009 sein achtes Kind, ein Mädchen. Am 14. April 2010 berichtete das People-Magazin, dass sich die beiden getrennt hätten.
Seit 2014 ist Gibson mit der Autorin Rosalind Ross liiert. Im Januar 2017 wurde Gibson zum neunten Mal Vater. Seine Lebensgefährtin brachte in Los Angeles einen Sohn zur Welt.
2005 erwarb er von dem japanischen Unternehmen Tokyu Corporation die zu Fidschi gehörende Insel Mago im Pazifischen Ozean.
Gibson befand sich wegen einer Alkoholkrankheit mehrmals in Behandlung. Von einem Gericht wurde er wegen Fahrens unter Alkoholeinfluss zu einer dreijährigen Bewährungsstrafe, zur Zahlung einer Geldstrafe von 1300 US-Dollar und zur regelmäßigen Teilnahme an Treffen der Anonymen Alkoholiker verurteilt.

## Karriere

### Schauspiel
Eine von Gibsons Schwestern entdeckte dessen schauspielerisches Talent und veranlasste ihn zu einer Bewerbung beim National Institute of Dramatic Art in Sydney. Dort konnte er in mehreren Theaterstücken erste Erfahrungen sammeln.
Nach einigen kleineren Rollen auf der Bühne und vor der Kamera bekam Mel Gibson 1979 in dem von George Miller inszenierten Kinofilm Mad Max die Rolle eines Polizisten, der seine durch eine Rockergang getötete Frau rächt. Der selbst für australische Verhältnisse relativ günstig produzierte Film wurde zu einem weltweiten Kassenerfolg, der seinen Hauptdarsteller international bekannt machte und zu den aufwendig produzierten Fortsetzungen Mad Max II: Der Vollstrecker (1981) und Mad Max – Jenseits der Donnerkuppel (1985) führte. Mit Mad Max: Fury Road wurde ein seit 1999 geplanter 4. Teil der Saga veröffentlicht, allerdings ohne Gibsons Beteiligung.
Gibsons Durchbruch als Darsteller mit romantischen Qualitäten markierte 1982 Peter Weirs vielfach ausgezeichneter, melodramatischer Politthriller Ein Jahr in der Hölle, in dem Mel Gibson als Auslandsreporter an der Seite von Sigourney Weaver in die Ereignisse des Coups vom 30. September 1965 in Indonesien verwickelt wird.
1984 trat er in seinen ersten Hollywood-Rollen auf: Als Fletcher Christian in Die Bounty (mit Anthony Hopkins als Kapitän Bligh) und als Partner von Sissy Spacek in dem in Tennessee angesiedelten Drama Menschen am Fluß, einem Film über eine Farmerfamilie im Kampf gegen Banken und Naturgewalten.

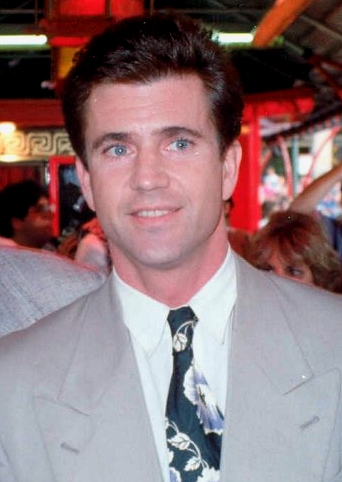
Gibson im Jahr 1990

1987 geriet Gibson schließlich an die Rolle, die ihn zu einem Superstar machte: In Richard Donners Lethal Weapon verkörperte er an der Seite seines bedächtigen Partners Roger Murtaugh (Danny Glover) die Rolle des psychisch labilen, zu Gewaltausbrüchen und zur Selbstzerstörung neigenden Polizisten Martin Riggs. Der Film mit seiner Mischung aus Screwball-Comedy und hyperkinetischen Gewaltexzessen erneuerte das Genre des Actionthrillers und führte 1989 mit Lethal Weapon 2 – Brennpunkt L.A. sowie 1992 mit Lethal Weapon 3 – Die Profis sind zurück und 1998 mit dem vorläufig letzten Teil Lethal Weapon 4 – Zwei Profis räumen auf zu drei Fortsetzungen. Ein fünfter Teil, Lethal Weapon 5, war bereits 2008 produktionsreif, scheiterte aber offensichtlich an Gibsons Absage, der ohne Richard Donner als Regisseur nicht mitmachen wollte.
In der Folge festigte Gibson mit weiteren actionorientierten Filmen seine Position als einer der bestbezahlten Darsteller des US-Kinos. Filme wie Kopfgeld – Einer wird bezahlen, Payback – Zahltag und Der Patriot wurden auch international zu Kassenschlagern. Daneben trat er auch in Rollen jenseits des Mainstream auf. So war er 1990 in Franco Zeffirellis Adaption von Hamlet zu sehen und spielte 2000 in dem Film The Million Dollar Hotel des deutschen Regisseurs Wim Wenders einen FBI-Ermittler.
Gibson zählte bis Anfang der 2000er Jahre zu den populärsten Hollywood-Schauspielern. Nach Hauptrollen in den Filmen Signs – Zeichen und dem Kriegsepos Wir waren Helden, die erneut erfolgreich in den Kinos liefen, von der Kritik jedoch allgemein und auch in Bezug auf Gibsons schauspielerische Leistungen zurückhaltend aufgenommen wurden, kündigte er einen weitestgehenden Rückzug von der Schauspielerei an, um als Produzent und Regisseur zu arbeiten. 2010 kehrte Gibson nach sieben Jahren Pause in Auftrag Rache auf die Leinwand zurück, ein Jahr später war er in der Hauptrolle an der Seite von Jodie Foster im Filmdrama Der Biber zu sehen. Während ersterer ein – wenn auch vergleichsweise bescheidener – Erfolg wurde, floppte letzterer trotz sehr guter Kritiken an den Kinokassen.

### Regisseur
1989 gründete er zusammen mit Bruce Davey die Produktionsfirma Icon Productions, die fortan seine Filme produziert. Sein Debüt als Regisseur gab Mel Gibson 1993 im Film Der Mann ohne Gesicht, in dem er auch die Hauptrolle des Lehrers „Justin McLeod“ übernahm, dessen Gesicht durch einen Autounfall entstellt wurde. 1995 war er Regisseur, Produzent und Hauptdarsteller des Historiendramas Braveheart. Der Film erhielt zehn Oscar-Nominierungen und gewann in fünf Kategorien, unter anderem als Bester Film und für die Beste Regie.
Ab 1992 bereitete er den Film Die Passion Christi vor, den er dann 2003 in Italien drehte, mit einem selbstaufgebrachten Budget in Höhe von 25 Millionen Dollar, was in etwa seiner damaligen Gage als Hauptdarsteller in einem Film entsprach. Gibsons Ankündigung, den Film in den aramäischen Originalsprachen und zudem ohne Untertitel aufzuführen (für deren Verwendung er sich letztendlich doch entschied), ließ im Vorfeld den Erfolg zweifelhaft erscheinen. Der Film erreichte jedoch 2004 einen Platz unter den bis zu diesem Zeitpunkt zehn kommerziell erfolgreichsten Kinofilmen. Vor allem wegen seiner expliziten und exzessiven Gewaltdarstellungen löste der Film jedoch heftige Proteste von unterschiedlicher Seite aus.
Ähnlich wurde 2006 sein kurz vor dem Erscheinen der Konquistadoren im Reich der Maya angesiedelter, kommerziell ebenfalls erfolgreicher Film Apocalypto aufgenommen.
2016 führte Gibson Regie beim Kriegsdrama Hacksaw Ridge – Die Entscheidung, das vom US-amerikanischen Soldaten Desmond Doss (dargestellt von Andrew Garfield) handelt, der im Zweiten Weltkrieg den Dienst an der Waffe verweigerte und mit der Medal of Honor ausgezeichnet wurde. Der Film erhielt 2017 sechs Oscar-Nominierungen, darunter in den Kategorien Film und Regie.
Mit Flight Risk folgte 2025 sein sechster Spielfilm als Regisseur.

### Produzent
Gibson ist Eigentümer der Unternehmensgruppe Icon. Das Tochterunternehmen Icon Productions produzierte seine Filme Braveheart, Apocalypto und Die Passion Christi. Icon Entertainment International hält die Rechte an rund 200 Filmproduktionen. Zur Gruppe gehören zwei weitere Unternehmen, die Filme in Großbritannien und Australien veröffentlichen und vertreiben (Kinoverleih und später DVD-Veröffentlichungen). Icon Productions vertreibt unter anderem die deutsche Produktion Der Baader Meinhof Komplex in Australien.

## Kontroversen

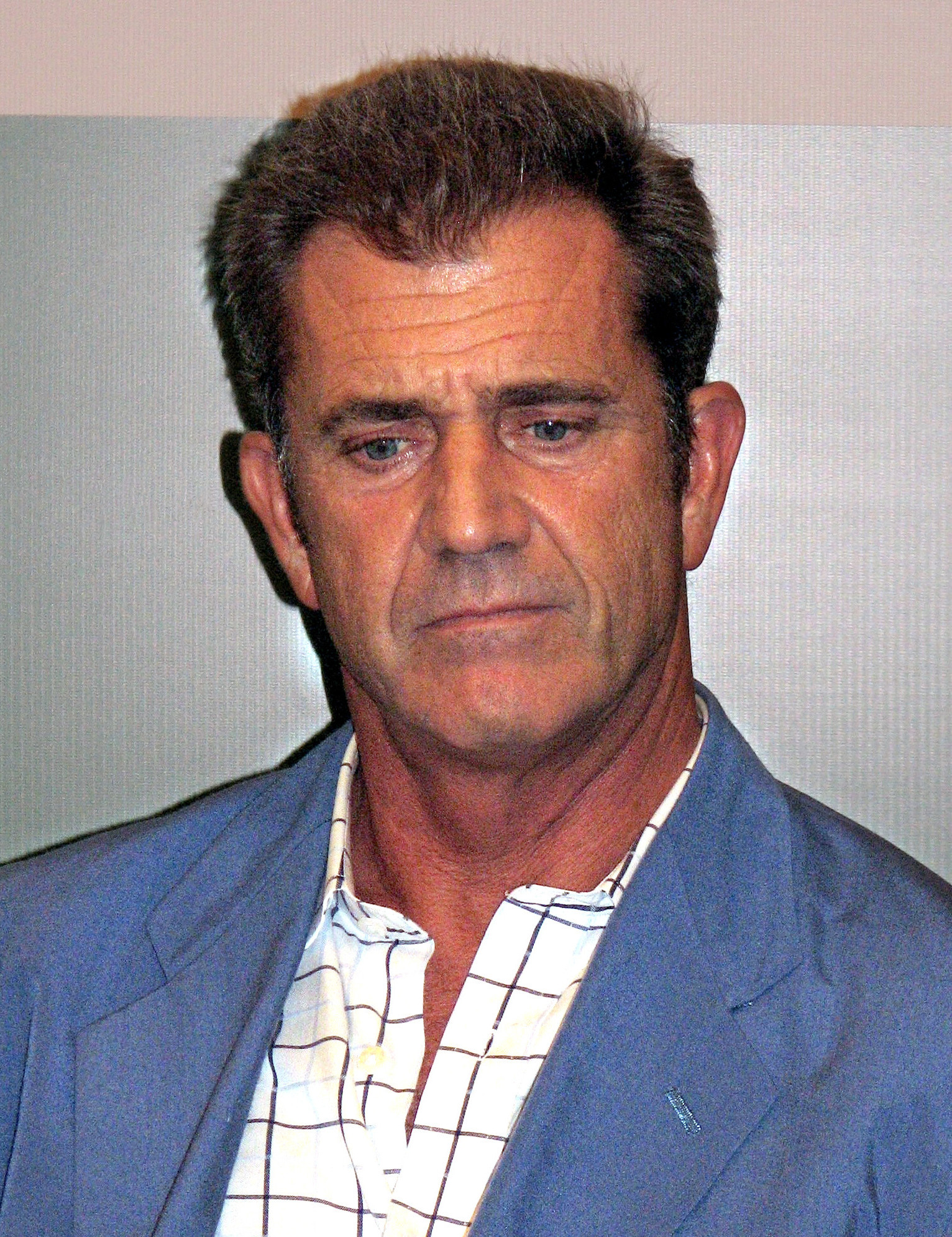
Gibson (2007)

Gibson machte mehrfach mit homophoben und fremdenfeindlichen Äußerungen Schlagzeilen. Besonders bekannt wurde eine seiner verbalen Entgleisungen, als Gibson kurz vor Erscheinen seines Films Apocalypto wegen Alkohols am Steuer von einer Polizeistreife festgenommen worden war und dabei antisemitische Äußerungen von sich gegeben hatte. Dies führte zu heftigen Reaktionen in den Medien und in der Öffentlichkeit zu Boykottaufrufen seiner Filme. Gibson trat daraufhin in verschiedenen Talkshows auf, um sich für sein Verhalten zu entschuldigen.
In der Folgezeit beschimpfte er wiederholt Journalisten und Kollegen. Mit den daraus resultierenden Negativschlagzeilen und erneuten Alkohol-Rückfällen kam Gibsons Hollywood-Karriere zwischenzeitlich nahezu zum Erliegen. Seine Regiearbeit Hacksaw Ridge war 2016 kommerziell und bei den Kritikern jedoch wieder ein Erfolg.
Im Zusammenhang mit dem Film Die Passion Christi wurde Gibsons religiöse Einstellung öffentlich diskutiert. Auf seinem Gut in Kalifornien ließ Gibson eine Kapelle errichten, in der die Heilige Messe nur in der außerordentlichen Form des römischen Ritus zelebriert wird. Sein Vater Hutton Gibson war ein bekannter Sedisvakantist und Anhänger von Verschwörungstheorien, was auch zu Konflikten mit seinem Sohn führte. Im Juli 2024 bekannte sich Gibson als Anhänger des am 5. Juli 2024 exkommunizierten Erzbischofs Carlo Maria Viganò, dessen Verschwörungserzählungen er bereits in der Vergangenheit unterstützt hatte, und bezeichnete Papst Franziskus als „totalen Apostaten“. Die nachkonziliare Kirche sei eine „falsche Kirche“, aus der exkommuniziert zu werden eine Ehre sei.
2004 setzte sich Gibson in Zusammenhang mit einem kalifornischen Volksentscheid gegen die Forschung mit embryonalen Stammzellen ein.
Mel Gibson ist Anhänger von Donald Trump. Von diesem wurde er Anfang 2025 zum „Sonderbotschafter in Hollywood“ vorgeschlagen. Gibson gab an, die Ernennung zu akzeptieren.
Gibson lehnt die Evolutionstheorie ab und erklärte, er glaube an die Schöpfungslehre. Er spricht sich ebenfalls für den designierten Gesundheitsminister Robert F. Kennedy Jr. aus, der wegen seiner Ansichten von zahlreichen Ärzten kritisiert wird, und lobte Ivermectin, ein Arzneimittel, vor dessen Anwendung Gesundheitsbehörden warnen.
Nachdem sein Haus in Malibu bei den Waldbränden in Südkalifornien im Januar 2025 abgebrannt war, verbreitete er bei Fox News Verschwörungstheorien. Unter anderem äußerte er, es erscheine ihm „ein bisschen zu passend, dass nicht genug Wasser da ist, dass die Windbedingungen richtig sind und dass Menschen bereitstehen, Brandstiftung zu begehen.“ Deswegen beginne er „darüber nachzudenken, ob es eine Absicht gibt oder nicht. Was könnte das sein? Was wollen sie? Den Staat entvölkern?“

## Filmografie (Auswahl)

### Darsteller
- 1977: Ich hab’ dir nie einen Rosengarten versprochen (I Never Promised You a Rose Garden)
- 1977: Summer City
- 1979: Tim – Kann das Liebe sein? (Tim)
- 1979: Mad Max
- 1980: The Chain Reaction
- 1981: Gallipoli
- 1981: Punishment (Fernsehserie)
- 1981: Mad Max II – Der Vollstrecker (The Road Warrior)
- 1982: Ein Jahr in der Hölle (The Year of Living Dangerously)
- 1982: Die grünen Teufel vom Mekong (Attack Force Z)
- 1984: Die Bounty
- 1984: Menschen am Fluß (The River)
- 1984: Flucht zu dritt (Mrs. Soffel)
- 1985: Mad Max – Jenseits der Donnerkuppel (Beyond Thunderdome)
- 1987: Lethal Weapon – Zwei stahlharte Profis (Lethal Weapon)
- 1988: Tequila Sunrise
- 1989: Brennpunkt L.A. (Lethal Weapon 2)
- 1990: Air America
- 1990: Ein Vogel auf dem Drahtseil (Bird on a Wire)
- 1990: Hamlet
- 1992: Forever Young
- 1992: Brennpunkt L.A. – Die Profis sind zurück (Lethal Weapon 3)
- 1993: Der Mann ohne Gesicht (The Man Without a Face)
- 1993: The Chili Con Carne Club
- 1994: Maverick – Den Colt am Gürtel, ein As im Ärmel (Maverick)
- 1995: Braveheart
- 1995: Pocahontas (Stimme)
- 1996: Kopfgeld – Einer wird bezahlen (Ransom)
- 1997: Fletcher’s Visionen (Conspiracy Theory)
- 1997: Ein Vater zuviel (Fathers’ Day)
- 1998: Lethal Weapon 4
- 1999: Payback – Zahltag
- 2000: Chicken Run – Hennen rennen (Chicken Run, Stimme)
- 2000: Der Patriot (The Patriot)
- 2000: The Million Dollar Hotel
- 2000: Was Frauen wollen (What Women Want)
- 2002: Signs – Zeichen (Signs)
- 2002: Wir waren Helden (We Were Soldiers)
- 2003: The Singing Detective
- 2004: Paparazzi
- 2010: Auftrag Rache (Edge of Darkness)
- 2011: Der Biber (The Beaver)
- 2012: Get the Gringo
- 2013: Machete Kills
- 2014: The Expendables 3
- 2016: Blood Father
- 2017: Daddy’s Home 2 – Mehr Väter, mehr Probleme! (Daddy’s Home 2)
- 2018: Dragged Across Concrete
- 2019: The Professor and the Madman
- 2020: Boss Level
- 2020: Force of Nature
- 2020: Fatman
- 2021: Dangerous
- 2021: Last Looks
- 2022: Panama – The Revolution is Heating Up (Panama)
- 2022: Father Stu
- 2022: Agent Game
- 2022: Hot Seat
- 2022: Bandit
- 2022: On the Line
- 2023: Confidential Informant
- 2023: The Continental (The Continental: From the World of John Wick, Fernsehserie)
- 2023: Desperation Road
- 2024: Boneyard
- 2024: Monster Summer

### Regie
- 1993: Der Mann ohne Gesicht (The Man Without a Face)
- 1995: Braveheart
- 2004: Die Passion Christi (The Passion of the Christ)
- 2006: Apocalypto
- 2016: Hacksaw Ridge – Die Entscheidung (Hacksaw Ridge)
- 2025: Flight Risk

### Autor
- 2004: Die Passion Christi (The Passion of the Christ)
- 2006: Apocalypto
- 2012: Get the Gringo

### Produzent
- 1992: Forever Young (Executive Producer)
- 1995: Braveheart
- 2000: The Three Stooges (Fernsehfilm, Executive Producer)
- 2001: Invincible – Die Liga der Unbesiegbaren (Invincible, Fernsehfilm, Executive Producer)
- 2003: The Singing Detective
- 2003: Family Curse (Fernsehfilm, Fernsehfilm, Executive Producer)
- 2004: Die Passion Christi (The Passion of the Christ)
- 2004: Evel Knievel – Ein Leben am Limit (Evel Knievel, Fernsehfilm, Executive Producer)
- 2004: Paparazzi
- 2006: Apocalypto
- 2012: Get the Gringo
- 2014: Stonehearst Asylum – Diese Mauern wirst du nie verlassen (Stonehearst Asylum)
- 2025: Flight Risk

Am häufigsten wurde er für die deutschsprachigen Fassungen seiner Filme von Elmar Wepper synchronisiert, der als Gibsons deutsche Standardstimme gilt. Aber auch Frank Glaubrecht und Joachim Tennstedt liehen ihm regelmäßig ihre Stimmen. Martin Umbach synchronisierte ihn in Blood Father. In Dragged Across Concrete wird er von Jürgen Heinrich synchronisiert.

## Auszeichnungen
Oscar (Academy Award)
- 1996: Beste Regie für Braveheart
- 1996: Bester Film (als Produzent) für Braveheart
- 2017: Beste Regie für Hacksaw Ridge – Die Entscheidung (Nominierung)

Golden Globe Award
- 1996: Beste Regie für Braveheart
- 1996: Bester Film – Drama für Braveheart (Nominierung)
- 1997: Bester Hauptdarsteller (Drama) für Kopfgeld (Nominierung)
- 2001: Beste Hauptrolle (Komödie) für Was Frauen wollen (Nominierung)

British Academy Film Award
- 1996: Bester Regisseur für Braveheart (Nominierung)
- 2007: Bester nicht-englischsprachiger Film für Apocalypto (Nominierung)

Saturn Award
- 1983: Bester Hauptdarsteller für Mad Max 2 (Nominierung)
- 2007: Bester Regisseur für Apocalypto (Nominierung)

Goldene Himbeere
- 2015: Schlechtester Nebendarsteller für The Expendables 3 (Nominierung)
- 2017: Himbeeren-Erlöser-Preis für Hacksaw Ridge – Die Entscheidung
- 2018: Schlechtester Nebendarsteller für Daddy’s Home 2 – Mehr Väter, mehr Probleme!
- 2022: Schlechtester Nebendarsteller für Dangerous (Nominierung)

## Ehrungen
Gibson wurde aufgrund seiner Verdienste für die australische Gesellschaft zum Honorary Officer des Order of Australia ernannt.

## Dokumentarfilme
- Mel Gibson: Vergöttert und verteufelt. 53 Min. Regie: Bruno Sevaistre. Arte, Belgien 2022.[21]